# Фјуђи
Фјуђи (итал. Fiuggi) је насеље у Италији у округу Фрозиноне, региону Лацио.
Према процени из 2011. у насељу је живело 9325 становника. Насеље се налази на надморској висини од 643 м.

## Становништво
Према резултатима пописа становништва 2011. у општини је живело 9.645 становника.
| 1936. | 1951. | 1961. | 1971. | 1981. | 1991. | 2001. | 2011. |
| ----- | ----- | ----- | ----- | ----- | ----- | ----- | ----- |
| 4.406 | 5.049 | 5.756 | 6.454 | 7.698 | 8.265 | 8.763 | 9.645 |

## Партнерски градови
- Хелмштет
- Санто Доминго
- Tarrafal de São Nicolau